# Леди Баг и Супер-Кот
«Леди Баг и Супер-Кот» (фр. Miraculous, les aventures de Ladybug et Chat Noir; также известен как Miraculous Ladybug или Miraculous) — французский мультсериал производства Zagtoon и Method Animation для детей раннего подросткового возраста. Мультсериал рассказывает про двух парижских подростков, Маринетт Дюпен-Чен и Адриана Агреста, которые превращаются в супергероев Леди Баг и Супер-Кота, чтобы защищать город от суперзлодеев, создаваемых Бражником (Мотыльком). Создателем мультсериала является Томас Астрюк.
До своего дебюта во Франции 19 октября 2015 года на TF1 сериал был впервые показан в Южной Корее 1 сентября 2015 года на EBS1.
В США премьера мультсериала состоялась 6 декабря 2015 года на канале Nickelodeon, однако впоследствии этот канал отказался транслировать мультсериал, поэтому права на трансляцию 1-3 сезона получил Netflix. В России премьера состоялась 19 декабря 2015 года на Канале Disney. В Великобритании и Ирландии премьера шоу состоялась 30 января 2016 года, также на Disney Channel. Кроме вышеперечисленных, мультсериал показывают в Германии, Испании, Португалии, Италии, Турции, Бразилии, Японии и ещё более чем в ста странах мира (всего 150). 20 ноября 2015, продюсер Джереми Заг заявил, что второй и третий сезон в разработке.
11 декабря 2016 года состоялась премьера специального рождественского эпизода, являющегося мюзиклом под названием «Худшее Рождество» (фр. «Pire Noël», в русском дубляже — «Санта с когтями»). 26 октября 2017 года во Франции вышел второй сезон. Первая серия второго сезона в России была показана 29 января 2018 года на российском телеканале Disney, показ ряда последующих серий на телеканале проходил с 12 февраля по 5 марта 2018 года, также 26 марта внепланово показали ещё одну серию. Премьера последней серии второго сезона «Маюра» в России состоялась 21 января 2019 года.
20 ноября 2015 года продюсер Джереми Заг объявил, что второй и третий сезон в процессе. 24 ноября 2018 объявили, что третий сезон выйдет 1 декабря 2018 года на испанском канале Disney. В тот же день был опубликован тизер первого эпизода под названием «Хамелеон».
Во Франции премьера состоялась 14 апреля 2019 года. 22 января 2018 года Заг опубликовал в Instagram, что команда работает над 4 и 5 сезонами. 7 сентября 2019 года Джереми Заг подтвердил в своем Instagram, что сезоны 4 и 5 уже в разработке, а дата эфира для 4 сезона будет осенью 2020 года. 13 октября 2019 года Томас Астрюк объявил, что сценарии для 4 сезона уже закончены.
Премьера первой серии четвёртого сезона во Франции состоялась 11 апреля 2021 года, а последней — 13 марта 2022 года.
С зимы 2023—2024 года мультсериал в России транслируется только на телеканале ТВ-3.

## Сюжет
Действие разворачивается на улицах Парижа в наши дни. В обыкновенной французской школе учатся девочка по имени Маринетт Дюпен-Чен и её одноклассник Адриан Агрест, в которого она влюблена. Классическая история первой любви, смущений, недомолвок дополняется одним пикантным обстоятельством: когда городу угрожает опасность, Маринетт превращается в супергероиню Леди Баг (Божью коровку), а Адриан — в Супер-Кота. Их невероятные способности помогают друзьям бороться со злом в Париже, но при этом сохраняя инкогнито. И только объединившись, супергерои смогут одолеть двух общих заклятых врагов — Бражника, который рассылает по городу акумы — тёмных бабочек (молей), превращающих обыкновенных жителей в порабощённых злодеев, и Маюру, которая рассылает по городу тёмные перья, создающие помощников для злодеев.

## Персонажи (основные)
- Маринетт Дюпен-Чен (фр. Marinette Dupain Cheng) — главная героиня мультсериала. Маринетт весёлая, радостная и немного неловкая, но пользуется уважением и авторитетом среди своих сверстников. Влюблена в Адриана, но стесняется в этом признаться из-за своей нервозности и смущения; её лучшая подруга Аля часто пытается помочь Маринетт заявить о своей любви к нему, хотя это всегда заканчивается неудачей. Она перевоплощается в супергероиню Леди Баг с помощью её квами по имени Тикки, чтобы защитить Париж от злодеев под влиянием акум, которых выпускает Бражник, и перьев, которые выпускает Маюра. Её особый дар, Талисман Удачи (в русском дубляже — Супершанс), позволяет создать предмет, который помогает победить злодеев. Также она может ловить акум и перья, изгонять из них тёмную энергию и после этого выпускать их на волю. Леди Баг сражается со злодеями вместе с напарником Супер-Котом, не подозревая, что это её одноклассник Адриан. Создатель Томас Астрюк описывает Леди Баг как положительного персонажа, который символизирует удачу.
- Адриан (Эдриан) Агрест (фр. Adrien Agreste) — второй главный герой мультсериала. Является одноклассником Маринетт и популярной моделью модной одежды в компании своего отца. Адриан добрый и часто общается со своим лучшим другом Нино. Его семья богата, но у него всегда плохие отношения с его отцом Габриэлем. Он перевоплощается в супергероя Кота Нуара (в русском дубляже — Супер-Кота) с помощью своего квами по имени Плагг, чтобы помочь Леди Баг бороться со злодеями. Он влюблён в Леди Баг и пытается произвести на неё впечатление, хотя его резкие шутки часто раздражают её. Его особая способность Котоклизм позволяет ему уничтожить объект, к которому он прикасается взмахом руки. Томас Астрюк описывает Супер-Кота как положительного персонажа, который приносит неудачу.
- Тикки (фр. Tikki) — квами Маринетт, который позволяет ей перевоплощаться в Леди Баг. Тикки представляет собой маленького летающего гуманоида, похожего на божью коровку, с большой головой, большими голубыми глазами и красным телом с чёрными пятнами на голове. Тикки ест сладкое, но больше всего она любит овсяное печенье с шоколадной крошкой. Она твёрдо верит в Маринетт и всегда даёт ей полезные советы. Когда Маринетт спросила, сколько Тикки лет, она отвечает, что ей более 5000 лет, и она наблюдала за каждой Леди Баг с самого начала. Во время перевоплощения Маринетт Тикки переселяется в её пару серебряных серёжек. После использования Супершанса у Леди Баг остаётся 5 минут до перевоплощения — сколько минут осталось, столько и точек на серёжках Леди Баг. Тикки одна из двух сильнейших талисманов супергероя, и обладает силой творения. Как говорит Томас Астрюк, «Тикки» означает «счастье».
- Плагг (фр. Plagg) — квами Адриана, который позволяет ему перевоплощаться в Супер-Кота. Плагг выглядит почти так же, как и Тикки, но с чёрным телом, зелёными глазами и острыми ушами, а сам похож на чёрную кошку. В отличие от Тикки, Плагг саркастичен и ленив. Он практически никогда не поддерживает Адриана, а наоборот, критикует. Его любимая еда — сыр камамбер. Во время перевоплощения Адриана Плагг переселяется в большое серебряное кольцо, которое Адриан носит на правой руке. После использования Котоклизма у Кота начинают исчезать подушечки на кольце. Плагг — второй сильнейший талисман, обладающий силой разрушения. Повинен в вымирании динозавров, гибели Атлантиды и наклоне Пизанской Башни. Как говорит Томас Астрюк, «Плагг» означает «чума» (англ. plague).
- Бражник (1-3 сезоны) (фр. Le Papillon), Мотылёк (4 сезон) (фр. Papillombre), Монарх (5 сезон) (фр. Le Monarque), Куколка (6 сезон) (фр. Chrysalide) — главные антагонисты мультсериала, главные злодеи, обладающие силой, способной создавать новых суперзлодеев с помощью акум — бабочек, которых они портят своей тёмной энергией. Они охотятся на людей, подверженных негативным эмоциям, таким как страх, печаль, гнев или ревность. Взамен на то, что они дают шанс своим жертвам отомстить обидчикам, Бражник/Куколка просят их украсть талисманы Леди Баг и Супер-Кота. Они также обладают талисманом бабочки. В первой серии второго сезона выясняется, что Бражник — это отец Адриана, Габриэль Агрест, который с помощью талисманов Леди Баг и Супер-Кота хочет воскресить свою жену Эмили. В конце 5 сезона выясняется, что новый владелец талисмана который называет себя «Куколкой» — это Лайла Росси.

## Список эпизодов
В каждой стране порядок выхода серий в эфир разный, и он несколько различается с французским и российским.

## Спин-оффы
С 17 декабря 2015 года Zagtoon и Method Animation выпущено 36 (на 13.01.2020) полутораминутных веб-эпизодов по мультфильму «Леди Баг и Супер-Кот. Тайны» (фр. Les Secrets), представляющих собой нарезку видеоряда из оригинального мультфильма с новой озвучкой. Обычно эпизод состоит из монолога одного из персонажей мультфильма, например: «Леди Баг глазами Адриана», «Мой день рождения», «Маринетт и мода» и др. В России часть веб-эпизодов была дублирована и показана на телеканале Дисней.
С 30 января 2017 года компании Zagtoon и Method Animation начали создавать серию небольших (по 2,5 минуты) мультфильмов под общим названием «Истории Парижа» (фр. Une journée à Paris). Серии рассказывают о взаимоотношениях героев основного сериала, но сюжетно не связаны с ним. Создаются эти мультфильмы с применением совсем другой графики в стиле 2D. Режиссёр — Ней Руффье Мерэ, продюсеры — Джереми Заг и Атон Сумаш. Всего планируется 20 серий, в настоящий момент выпущено пять. В России не показывались.